# Сталинодар
Сталинода́р — топоним (астионим), предлагавшийся в качестве нового названия города Москвы в честь Секретаря ЦК ВКП(б) И. В. Сталина во время реконструкции города в 1937—1938 годах.

## История
Такое предложение высказывали, например, отдельные делегаты состоявшегося в Москве 15-21 января 1937 года Чрезвычайного XVII Всероссийского съезда Советов.
В 1938 году идея переименования была предложена также наркомом водного транспорта СССР Н. И. Ежовым. Согласно докладной записке Ежова, поданной в Верховный Совет СССР, идея переименования Москвы была высказана в «обращениях трудящихся Советского Союза».
Член ВКП(б) житель Москвы Д. Зайцев в своём обращении от 28 декабря 1937 года к наркому внутренних дел СССР Н. И. Ежову писал (обращение хранилось в архиве ЦК КПСС):

«Теперешняя социалистическая Москва, являющаяся колыбелью грядущего коммунистического общества, должна стать исторической вехой великой сталинской эпохи… Гений Сталина является историческим даром человечеству, его путеводной звездой на путях развития и подъёма на высшую ступень. Поэтому я глубоко убеждён в том, что всё человечество земного шара нашей эпохи и всё человечество многих будущих веков с удовлетворением и радостью воспримет переименование Москвы в Сталинодар. Сталинодар будет гордо и торжественно звучать многие тысячелетия, ибо он понесёт в века торжество и гордость героических побед нынешних поколений, и миллионы беззаветно преданных делу коммунизма людей в этом торжестве будут видеть плоды своей борьбы, своего труда. И каждый гражданин нашей Родины будет горд тем, что имя великого Сталина будет прославлено на скрижалях города, являющегося колыбелью мирового коммунизма».

В записке Ежова приводилось также стихи персональной пенсионерки москвички Е. Ф. Чумаковой:

Мысль летит быстрей, чем птица, 

Счастье Сталин дал нам в дар. 

И красавица столица 

Не Москва — Сталинодар!

На основании обращений референты наркома подготовили проект представления в Верховный Совет СССР о переименовании Москвы в город Сталинодар. Проект постановления был направлен в Политбюро ЦК ВКП(б) и Президиум Верховного Совета СССР.
По мнению историка Ю. Фельштинского: «Очевидно, желая ещё больше укрепить свои позиции, Н. И. Ежов выступил инициатором переименования города Москвы в Сталинодар».
По мнению Р. Перина, «Опасаясь за свою жизнь, в 1938 году Ежов выступил с предложением переименовать Москву в Сталинодар».
Однако Сталин отклонил эту идею. Председатель Президиума Верховного Совета СССР М. И. Калинин проинформировал Президиум Верховного Совета СССР: «Сталин категорически высказался против переименования».
Как полагает публицист Сергей Лозунько, «Сталин же отнёсся к этому предложению как к глупости».
Вопрос о переименовании Москвы в честь Сталина рассматривался повторно, это было после окончания Второй мировой войны. Но и тогда Сталин отклонил эту идею.
Предложение Ежова переименовать Москву в Сталинодар широко комментируется в современной публицистике через призму культа личности Сталина.

## Критика
Российский историк Г. А. Бордюгов, анализируя подобные предложения, приводит следующие рассуждения:

Чем мотивировалась отрицательная реакция Сталина на подобные предложения, показывает запись беседы Лиона Фейхтвангера со Сталиным и затронутая в ней тема восхвалений. «На моё замечание <…> он пожал плечами. Он извинил своих крестьян и рабочих тем, что они были слишком заняты делами и не могли развить в себе хороший вкус, и слегка пошутил по поводу сотен тысяч увеличенных до чудовищных размеров портретов человека с усами — портретов, которые мелькают у него перед глазами во время демонстраций. Я указываю ему на то, что даже люди, несомненно обладающие вкусом, выставляют его бюсты и портреты — да еще какие! — в местах, к которым они не имеют никакого отношения, как, например, на выставке Рембрандта. Тут он становится серьёзен. Он высказывает предположение, что это люди, которые довольно поздно признали существующий режим и теперь стараются доказать свою преданность с удвоенным усердием. Да, он считает возможным, что тут действует умысел вредителей, пытающихся таким образом дискредитировать его. „Подхалимствующий дурак, — сердито сказал Сталин, — приносит больше вреда, чем сотня врагов“. Всю эту шумиху он терпит, заявил он, только потому, что он знает, какую наивную радость доставляет праздничная суматоха её устроителям, и знает, что все это относится к нему не как к отдельному лицу, а как к представителю течения, утверждающего, что построение социалистического хозяйства в Советском Союзе важнее, чем перманентная революция».